# مجمع‌الجزایر دمپیر
مجمع‌الجزایر دمپیر (انگلیسی: Dampier Archipelago) یک گروه از ۴۲ جزیره در نزدیکی شهر دمپیر در پیلبارا در استرالیای غربی است. 
این مجمع‌الجزایر همچنین شامل صخره‌ها، پایاب‌ها، کانال‌ها و تنگه‌های متعدد و زادبوم سنتی پنج گروه زبانی بومی است. این مجمع‌الجزایر ۷۰۰۰ سال پیش شکل گرفت یعنی زمانی که در اینجا سطح دریا افزایش یافت و سطح آنچه را قبل از این دشت ساحلی بود زیر آب برد.
صخره‌های لایه زیرین این مجمع‌الجزایر از قدیمی‌ترین سنگ‌های روی زمین هستند که بیش از ۲۴۰۰ میلیون سال پیش و در دوره نخست‌زیستی (آرکئن) شکل گرفته‌اند. نام این مجمع‌الجزایر به نام ویلیام دمپیر، یک دزد دریایی و مکتشف انگلیسی نامیده شده که در سال ۱۶۹۹ از آن بازدید کرد. دمپیر به یکی از جزایر این مجمع‌الجزایر هم نام جزیره رزماری داد. 
به‌رغم اینکه این منطقه‌ای است که فعالیت بازرگانی و ترابری قابل توجهی در آن جریان دارد، مجمع‌الجزایر دمپیر همچنان دارای منابع دریایی چشمگیری است.